# El Rincón (paroisse civile)
Pour les articles homonymes, voir El Rincón et Rincón.
El Rincón est l'une des six paroisses civiles de la municipalité de Benítez dans l'État de Sucre au Venezuela. Sa capitale est El Rincón.